# Бучак
Буча́к (укр. Бучак) — село в Каневском районе Черкасской области Украины.
Расположен в 13 км к северу от ближайшего города Канева и в 13 км от железнодорожной станции Лепляво.
Село расположено на берегу Каневского водохранилища, где построена пристань.
Население по переписи 2001 года составляло 15 человек. 2021 год — 1 житель. Занимает площадь 0,16 км². Почтовый индекс — 19011. Телефонный код — 4736.

## Местный совет
19011, Черкасская обл., Каневский р-н, с. Пшеничники, ул. Колхозная, 4